# Jean Baptiste Henraux
Jean Baptiste Henraux (Sedan, 1775 – Seravezza, 1843) è stato un militare belga.

## Biografia
Aiutante maggiore del "Régiment d'artillerie à pied de la Garde Impériale (Vieille Garde)", comandante della "14 ème Compagnie d'Artillerie" del Generale napoleonico Jean Étienne Championnet, si stabilì a Seravezza al suo ritorno dalla campagna d'Egitto, organizzando la spedizione di grandi quantità di marmo di Carrara delle Alpi Apuane e di molte opere d'arte toscane, provenienti dai cosiddetti "Furti d'arte di Napoleone Bonaparte", al Louvre per incarico del governo francese durante il Regno di Etruria ed il Regno d'Italia (1805-1814). Nel 1821 fondò la società Henraux di Querceta, proprietaria delle cave del Monte Altissimo.